# Global Trade Item Number
Le Global Trade Item Number (GTIN) ou code article international en français est un code identifiant toute unité commerciale (unité consommateur ou unité standard de regroupement...) de façon internationale et unique. Ce code dont la structure est définie par un organisme, le GS1 (le Global Standards 1) peut prendre la forme des codes EAN/UCC 8, UCC 12, EAN/UCC 13 ou EAN/UCC 14.
GTIN est un terme général utilisé pour parler de l'ensemble des structures de données pour l'identification des articles marchands (produits et services) de GS1. Le code GTIN peut être constitué de 8, 12, 13 ou 14 chiffres, et peut être construit en utilisant quatre structures numéraires, selon l'application qui en sera faite :
- GTIN-8 sera codé en EAN 8
- GTIN-12 peut être codé en UPC-A, ITF-14, Codes GS1
- GTIN-13 peut être codé en EAN 13, ITF-14, Codes GS1
- GTIN-14 peut être codé en ITF-14, Codes GS1